# Exostratum blumii
Exostratum blumii là một loài rêu trong họ Calymperaceae. Loài này được Nees ex Hampe L.T. Ellis mô tả khoa học đầu tiên năm 1985.